# Bungarus ceylonicus
Espèce
Bungarus ceylonicus est une espèce de serpents de la famille des Elapidae. 

## Répartition
Cette espèce est endémique du Sri Lanka.

## Description
Dans sa description, Günther indique que le plus grand spécimen en sa possession mesure 102 cm dont 9 cm pour la queue.

## Liste des sous-espèces
Selon The Reptile Database (12 février 2014) :
- Bungarus ceylonicus ceylonicus Günther, 1864
- Bungarus ceylonicus karavala Deraniyagala, 1955

## Étymologie
Son nom d'espèce, ceylonicus, lui a été donné en référence au lieu de sa découverte, Ceylan (Ceylon en anglais), l'ancien nom du Sri Lanka.

## Publications originales
- Deraniyagala, 1955 : A colored atlas of some vertebrates from Ceylon, vol. 3, no 7, p. 1-121.
- Günther, 1864 : The reptiles of British India. London, Taylor & Francis, p. 1-452 (texte intégral).